# Zhou Peishun
Zhou Peishun, född 8 mars 1962, är en kinesisk före detta tyngdlyftare.
Han blev olympisk silvermedaljör i 52-kilosklassen i tyngdlyftning vid sommarspelen 1984 i Los Angeles.